# Bundesgesetz über den Datenschutz
Das Bundesgesetz über den Datenschutz (DSG) ist eines der Datenschutzgesetze der Schweiz. Es regelt den Datenschutz für die Bundesbehörden sowie den Schutz der Persönlichkeit und der Grundrechte von natürlichen Personen, über die Daten bearbeitet werden (Art. 1). Für die kantonalen und kommunalen Behörden gilt das jeweilige kantonale Datenschutzgesetz.
Ein Kernelement ist das einklagbare Auskunftsrecht (Art. 25). Die Auskunft ist in der Regel innerhalb von 30 Tagen und kostenlos zu erteilen. Der Inhaber der Datensammlung muss vollständig Auskunft erteilen und auch Angaben über die Herkunft und den Bearbeitungszweck machen.
Die Kontrolle der Einhaltung der gesetzlichen Regelungen obliegt dem Eidgenössischen Datenschutz- und Öffentlichkeitsbeauftragten, dessen Rechtsstellung und Aufgaben im (Art. 4) des Gesetzes geregelt sind.

## Revision des Bundesgesetzes
Der Bundesrat hat am 31. August 2022 das Inkrafttreten einer Totalrevision des Gesetzes für den 1. September 2023 entschieden. Das revidierte Bundesgesetz über den Datenschutz ähnelt in vielen Belangen der Datenschutz-Grundverordnung der EU, ist aber aufgrund der bestehenden Differenzen, z. B. bei Informationspflichten (vgl. Art. 19 DSG und Art. 13 DSGVO), und des unterschiedlichen Anwendungsbereichs (Art. 2 DSG) getrennt zu betrachten und anzuwenden.
Mit dem revidierten DSG wurde der Datenschutz in der Schweiz in vielerlei Hinsicht an die europäische Datenschutz-Grundverordnung (DS-GVO) angepasst. Beide Gesetze dienen dem Schutz von natürlichen Personen, deren personenbezogene Daten verarbeitet werden, und sprechen den Betroffenen Rechte wie das Auskunftsrecht (Art. 25 DSG  bzw. Art. 15 DSGVO) zu.
Dennoch bestehen in einigen Bereichen Unterschiede zwischen den Gesetzen. Zum Beispiel ist es in der Schweiz entscheidend, dass betroffene Personen keine explizite Einwilligung zur Datenverarbeitung geben müssen. Diese ist nur dann der Fall, wenn es um besonders schützenswerte persönliche Daten mit hohem Risiko im Sinne von Art. 5 lit. c geht. Pflicht ist es, Personen auf geplante Datenbearbeitungen hinzuweisen. Diese Informationspflicht (Art. 19 ff. DSG in der Schweiz, Art. 12 ff. DSGVO in der EU) ist trotz vieler Gemeinsamkeiten nicht deckungsgleich: In der Schweiz muss der Verantwortliche beispielsweise auch genau über das entsprechende Empfängerland bei Datenexport ins Ausland mitteilen.